# Голф
Голф је спорт у којој играч настоји да голф лоптицу са што мање удараца убаци у рупу, у складу са правилима. Голф је настао у Шкотској у 14. веку и претпоставља се да су први играчи били пастири који су на пространим шкотским пашњацима чували овце. Као рупе су им служиле зечје јаме, а палице су биле од дрвета. Игра је до 19. века имала само један облик - меч плеј. Победник на свакој рупи био је играч који је с најмањим бројем удараца утерао лоптицу у рупу, а укупан победник је био играч који је победио на највише рупа. Нормално се игра 18 рупа, или у скраћеној верзији на 9 рупа. 19. рупа је популаран назив за бар у клупској згради.
Једна рупа се игра тако да се први ударац изврши са тија (tee). Затим се други ударац изврши са места где се лоптица зауставила и тако док се лоптице не утера у рупу. Када лоптица достигне грин (green - површина око рупе где је трава изузетно фино покошена) онда се патује (putying - удара се тако да се лоптица котрља по земљи) док се лоптица не утера у рупу. На терену се налазе разне препреке као бункери са песком и водене препреке. Такмичарки голф се игра индивидуално или екипно.
Године 1854. основан је данас најстарији голф клуб на свету: „The Royal and Ancient Golf Club of St Andrews“. Клуб је саставио прва писана Правила голфа која уз измене важе и данас. У новије доба уз R&A о правилима али и игри брине и USGA (United States Golf Association). Голф је један од ретких спортова који је успео да сачува разлику између професионализма и аматеризма. Иако је неко време био Олимпијски спорт тренутно није, али од Олимпијских игара 2016 у Рио де Жанеиру враћен је на листу. Голф је уз фудбал и кошарку најпопуларнији спорт на свету са око 26 милиона играча. Професионалним голфом управља , а аматерским национални савези сваке земље, удружени у европски савез ЕГА и светски савез ИГФ (International Golf Federation). У Србији, за сва такмичења у голфу надлежна је Голф Асоцијација Србије.

## Историја голфа

### Почеци голфа
Голф је један од најстаријих спортова у историји. Зна се да се голф развио у Шкотској у 14. веку, но постоје и многе старије игре у различитим земљама које су претходиле развоју голфа.
У Римском царству за време Цезара играла се игра звана паганица'. Према легенди, играла се са савијеном палицом и кожнатом лоптом, а задатак је био угурати лопту у рупу у земљи. Међутим, тадашња лопта је била пречника 10 до 18 центиметара, што није ни приближно данашњој. Други наводе чуејван (chui значи ударити и wan значи мала лопта) као прогениторља, кинеску игру која се играла између осмог и 14. века.
У Холандији се спомиње игра звана Колф или Колвен, а у Француској, у 12. веку, играла се игра chole. Француска и Низоземска се такође донекле сматрају колијевкама претече голфа и тамо се још спомињу називи cambuca, jeu de mail, kolven, crosse и pell mell.
У Енглеској, у 14. веку, спомиње се игра cambuca, правилима врло слична паганици. Постоји и документ из 1363. године којим је забрањено играње у дане благдана свих „испразних“ игара на чијем је попису биле камбука и клуб бол.

### Савремени голф
Почеци голфа се биљеже у Шкотској у 14. век у и претпоставља се да су први играчи били пастири који су на пространим шкотским пашњацима чували овце. Као јамице су им служиле зечје рупе, а палице су израдили из дрвета.
Први писани документ о данашњем голфу је уједно и декрет о забрани голфа којег је 1457. издао краљ Џејмс . Он се наиме издао забрану зато што је та игра узимала превелику пажњу и тиме омела вежбе стреличарства. Хтео је да вратити предност ратним вештинама попут стреличарства, копљарства и слично.
Познати шкотски краљ Џејмс  био је први припадник краљевске породице који је почео озбиљно да проучава голф. Његова унука краљица Мери је била залуђена голфом па је тако и 1567. године била оптужена, зато што је само пар дана након убиства њезиног супруга отишла да одигра партију голфа.
Игра је до 19. века имала само један облик - match play, тј. игра за поље. Победник на сваком пољу био је играч који је с најмањим бројем удараца завршио то поље.
Године 1854. основан је данас најстарији активни голфски клуб на свету - Краљевски и антички голф клуб Сент Ендруз. Клуб је сачинио прва писана правила голфа која вреде и дан данас. У новије доба уз  о правилима али и игри доприноси и USGA (United States Golf Association).
Најстарији постојећи голфски турнир на свету је Отворени шампионат, који се први пут играо 17. октобра 1860. у Прествик голфском клубу, у Ејрширу у Шкотској, где су шкотски голфери победили. Два шкота из Данфермлина, Џон Рид и Роберт Локхарт, су први демонстрирали голф у САД у једном воћњаку 1888. године. Рид је успоставио први голф клуб у Америци исте године, Сент Ендру голф клуб у Јонкерсу у Њујорку.
Голф је један од ретких спортова који је успео да сачува разлику између професионализма и аматеризма. Голф је уведен на ОИ 2016.. Овај спорт је уз фудбал и кошарку један од најпопуларнијих спортова на свету. Професионалним голфом управља , а аматерским голфом национални савези сваке земље, удружени у европски савез (EGA) и светски савез IGF (International Golf Federation).

## Игра

### Принцип игре
Голф је игра у којој су супротстављени играч и голф игралиште. Сваки играч има лоптицу и комплет палица и бит је у томе да се лоптица ударена палицом одведе од почетног подручја (Tee) до рупе (Hole) и то са што мањим бројем удараца.
Сваки ударац био успјешан или не рачуна се у резултат, а ако се догоди повреда одређеног правила игре онда се додају и казнени бодови односно ударци.
У игри се играчи сусрећу с разним физичким препрекама на терену, једнако као и с оним психичке нарави. Голф је игра која захтева прецизност, стрпљење, смиреност и стратегијско размишљање.

### Терен
Стандардно голф игралиште има 18 делова који се називају поља или рупе. Свако поље има почетно подручје (Tee) и завршно подручје звано Hole, што је заправо јамица у којој се налази заставица, односно Pin
Прво голф игралиште са 18 делова у САД је било направљено на фарми оваца у Даунерс Гроуву у Илиноису 1892. године. То игралиште постоји и данас.
Величина једног терена с 18 поља који се прелази играјући износи 5-7 km, а дужина појединог поља је од 60-600 m. По дужини постоје три врсте поља, то су кратка поља до 225 m, средње дуга поља до 425 m и дуга поља преко 500 m. Играч мора 18 поља проћи одређеним редом а победник је онај играч који то успе са што мањим бројем удараца.
Свако поље почиње са узвишеним подручјем где се лоптица полаже на траву или на сталак (дрвени или пластични) који се забоде у земљу.
Подручје око јамице назива се Green, то је мјесто где је трава најгушћа и висине 3-6 mm. Негдје у средини грина се налази рупа пречника 10,8 cm и дубине десетак cm, а у њу је забодена заставица или пин дужине око 2 m.
Простор између тиа и грина је трава висине 10-18 mm и назива се Fairway. Фервеј је обрубљен нешто вишом травом и тај простор назива Rough који се у игри избегава, јер је због висине траве игра отежана.
На пољима се налазе и водене препреке (Water hazard). Водена препрека може бити море, језеро, рибњак, река, јарак или било каква водена површина која је обележена црвеним кочићима, а простире се попреко поља. Wатер хазард не мора увек да садржи воду.
Постоје и бочне водене препреке (Lateral water hazard) које су обележене црвеним кочићима, а простиру се уздуж поља.
Препреке се разликују према правилима по којима се лоптица одиграва. Пешчана препрека или бункер је пешчани хазард (препрека). Играње из песка је пуно теже, захтева посебну технику ударца и врсту палице.

### и
Свако поље има свој PAR (Professional Average Result - Просечни професионални резултат), што значи да професионалном играчу треба толико удараца за одигравање тог поља. Кратка поља имају PAR3, средња PAR4 и дуга PAR5. Стандардни PAR голф игралишта од 18 поља је 72. Игралиште се обично састоји од десет поља с PAR4 те по 4 поља с PAR3 и 5.
С обзиром на PAR постоје и називи појединих постигнутих резултата на пољима.
- - један ударац испод PAR вредности
- - два ударца испод PAR вредности
- - један ударац изнад PAR вредности
- - два ударца изнад PAR вредности
- - поље одиграно само с једним ударцем.

Још један појам који се додаје игралишту је Stroke, бројна ознака тежине неког поља која се креће од 1 до 18. Најтеже поље има Stroke 1 , а најлакше Stroke 18. Тежина поља зависи од дужине, конфигурације, положаја, броја хазарда, смера простирања итд.

### Хендикеп
Хендикеп је ознака ранга појединог играча, означава се бројевима од 0 до 36. Најбољи играч има хендикеп 0 а најслабији 36. Хендикеп се стиче на темељу резултата постигнутих на турнирима, а израчунава се по прописима EGA-а. Код пријава на турнир играч је дужан да наведе свој хендикеп, у случају навођења кривог играч може бити дисквалификован.

## Голф опрема
Основна опрема сваког играча је сет палица, лоптице, голф ципеле и голф торба, а томе се још може додати низ других ствари као што су голф колица, кишобран (голф се игра и по киши), рукавице.

### Палице
Најважнији део су палице, а током игре се сме користити највише 14 палица.
Постоји више врста палица. Основне су: WOOD, IRON и PUTTER. Свака од њих се користи за различити тип ударца и на различитим деловима поља.
Свака палица се састоји од рукохвата или грипа (израђеног од гуме или коже), врата палице који зове се шафт (који је израђен од челика или графита) и главе палице (дрвене или металне)
- Дрвене палице (wood 1 се назива и драјвер) препознаје се по великој глави која се раније израђивала од дрвета (по томе је добила и име), а данас од метала. У стандардном сету користе се wood 1, 3 и 5. Служе извођењу почетних удараца и оних за које потребан највећи домет лоптице.
- Гвоздене палице су нешто краће од дрвених, највећа разлика је у грађи главе. У стандардном сету користе се ајрони од 2 до 9 и два специјализирана, PW – Pitching Wedge и SW – Sand Wedge.
- Патер је палица специфичног изгледа а користи само на грину. Лоптица ударена патером не лети кроз ваздух већ се котрља по земљи. У сету је само један патер.
- Данас се све више користе и тзв. хибридне палице. Глава тих палица грађена је тако да комбинује својства дрвених и гвоздених палица.

### Лоптице
У голфу се користе два типа лоптица, то су wound и solid. Wound је традиционални тип конструкције лоптице. Таква лоптица грађена је од тврдог језгра омотаног с 15-так метара гумене траке и око тога је љуска од материјала балата или сурлина. Балат је мекши и мање отпоран материјал, док је сурлин тврђи и отпорнији.
На површини лоптице је распоређен већи број удубина тзв. dimple. Та удубљења побољшавају аеродинамичка својства и продужују лет.
У вежбању се користе лоптице зване range. Оне су мањег квалитета и њима се не сме играти на игралишту већ само на вежбалишту.

## Популарност
Године 2005. је Golf Digest објавио да су земље са највише голф терена по броју становника биле: Шведска, Нови Зеланд, Аустралија, Ирска, Канада, Велс, Сједињене Државе, Шведска и Енглеска (земље са мање од 500.000 становника су искључене из прегледа).
Број терена у другим територијама се повећао, један пример тога је експанзија голфа у Кини. Први голф терен у Кини је отворен 1984, а до краја 2009 било је око 600 терена у земљи. Током највећег дела досадашњег 21. века, развој нових голф терена у Кини је био званично забрањен (са изузетком острвске провинције Хајнана), али се број терена упркос тога утростручио у периоду од 2004 до 2009; забрана се избегава путем владине прећутне сагласности тако што се једноставно реч голф не помиње у било ком развојном плану.
У Сједињеним Државама, број људи који игра голф је двадесет пет посто или више годишње је опао са 6,9 милиона у 2000. години на 4,6 милиона 2005, по подацима Националне голф фондације. NGF је известила да је број оних који су играли уопште опао са 30 на 26 милиона у току истог периода.
Фебруара 1971. астронаут Алан Шепард је постао прва особа која је играла голф изван Земље. Он је прокријумчарио голф палицу и две лоптице на летилицу Аполо 14 с намером да игра голф на Месецу. Он је покушао два ударца. Он је подбацио у првом покушају, док се за други процењује да је отишао више од 200 yd (180 m).

### Голфски терени широм света
Број голфских терена по земљи 2015. године. У доњој табели је наведено првих 18 земаља које имају највећи број голфских терена.
| Земља         | Број терена | %    |
| САД           | 15.372      | 45%  |
| Јапан         | 2.383       | 7%   |
| Канада        | 2.363       | 7%   |
| Енглеска      | 2.084       | 6%   |
| Аустралија    | 1.628       | 5%   |
| Немачка       | 747         | 2%   |
| Француска     | 648         | 2%   |
| Шкотска       | 552         | 2%   |
| Јужна Африка  | 512         | 2%   |
| Шведска       | 491         | 1%   |
| Кина          | 473         | 1%   |
| Ирска         | 472         | 1%   |
| Јужна Кореја  | 447         | 1%   |
| Шпанија       | 437         | 1%   |
| Нови Зеланд   | 418         | 1%   |
| Аргентина     | 319         | 1%   |
| Италија       | 285         | 1%   |
| Индија        | 270         | 1%   |
| Остатак света | 4,110       | 13%  |
| Укупно        | 34.011      | 100% |

## Голф на Олимпијским играма
Голф је постао олимпијски спорт у Паризу 1900, а играо се и на Летњим олимпијским играма 1904. у Сент Луису. Након тога се више није појављивао на Олимпијским играма, све док није уврштен у програм Летњих олимпијских игара 2016. у Рио де Жанеиру. Групу од 41 земље је представљало 120 такмичара.